# Elmar Weiler

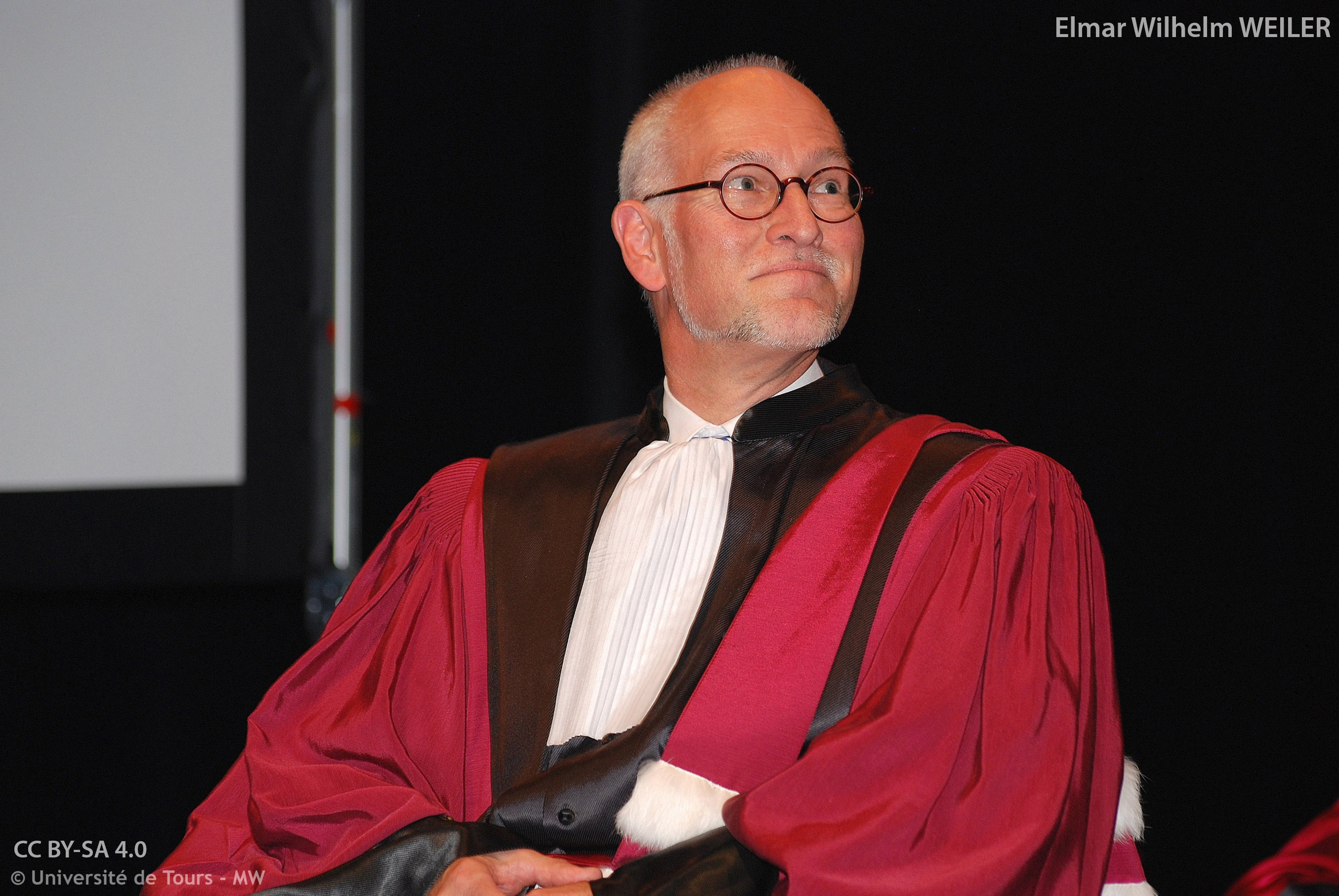
Elmar Weiler, 2010

Elmar Wilhelm Weiler (* 13. Juni 1949 in Bochum) ist Professor für Pflanzenphysiologie und war von Dezember 2006 bis Ende September 2015 Rektor der Ruhr-Universität Bochum.

## Leben
Nach dem Abitur 1968 studierte Weiler ab 1970 Biologie und Chemie in Bochum und wurde dort 1977 mit einer Arbeit über „Die radioimmunologische Bestimmung von Digoxin und verwandten Verbindungen in Digitalis lanata Ehrh.“ promoviert.
Nach mehreren Forschungsaufenthalten im Ausland habilitierte er sich 1982 für das Fach Botanik, ebenfalls in Bochum. Von 1984 bis 1988 war Weiler Inhaber einer Professur für Pflanzenphysiologie an der Universität Osnabrück, im Anschluss daran kehrte er an seine Heimatuniversität zurück und übernahm den Lehrstuhl für Pflanzenphysiologie, seit 1991 ist er auch Direktor des Zentralen Isotopenlaboratoriums. Weiler ist einer der fünf Autoren der 2002 erschienenen 35. Auflage des Lehrbuchs der Botanik für Hochschulen. Dabei verfasste er den Abschnitt zur Pflanzenphysiologie neu. Außerdem ist er Mitherausgeber der Zeitschrift PLANTA.
Weiler war von 2000 bis 2006 Mitglied des Senats der Deutschen Forschungsgemeinschaft. Er wurde zudem mehrfach mit Forschungspreisen ausgezeichnet, unter anderem 1995 mit dem Leibniz-Preis.
Ab dem 1. Dezember 2006 war er Rektor der Ruhr-Universität Bochum und wurde am 26. März 2009 als erster Preisträger mit dem Preis des „Rektors des Jahres“ ausgezeichnet, der vom Deutschen Hochschulverband vergeben wird. Im November 2014 kündigte er seinen Rücktritt vom Amt des Rektors zum 30. September 2015 an. Zu seinem Nachfolger wurde der Entwicklungspsychologe Axel Schölmerich gewählt.

## Ehrungen und Preise
- 1983: Tate and Lyle Award der Phytochemical Society of Europe
- 1989: Grüne Rosette der Europäischen Wissenschaft
- 1989: Förderpreis für die Europäische Wissenschaft der Körber-Stiftung
- 1995: Gottfried-Wilhelm-Leibniz-Preis der DFG
- 1997: Carus-Medaille der Deutschen Gesellschaft der Naturforscher Leopoldina
- 2009: „Rektors des Jahres“ des Deutschen Hochschulverbands
- 2010: Träger der Fiege-Bierkutschermütze für besonderes Engagement für das Ruhrgebiet
- 2010: Ehrendoktorwürde der Universität Tours, Frankreich[5]
- 2016: Porträt-Büste Elmar Weiler des Bildhauers Peter Hohberger in der Universität Bochum enthüllt[6]

## Mitgliedschaften
- Berlin-Brandenburgische Akademie der Wissenschaften (seit 1995)
- Nordrhein-Westfälische Akademie der Wissenschaften (seit 1996)
- Academia Europaea (seit 1996)
- Senat der Deutschen Forschungsgemeinschaft (2000–2006)
- Gesellschaft Deutscher Naturforscher Leopoldina (seit 2002)[7]
- Bayerische Akademie der Wissenschaften (seit 2006 korrespondierendes Mitglied)
- Kuratorium des Max-Planck-Instituts für Molekulare Physiologie Dortmund (2003–2008)
- Hochschulrat der Universität Osnabrück (seit 2011)
- Deutsche Botanische Gesellschaft
- Gesellschaft für Biologische Chemie
- American Society of Plant Physiologists
- Skandinavische Gesellschaft der Pflanzenphysiologen
- Japanische Gesellschaft der Pflanzenphysiologen

## Schriften
- Peter Sitte, Elmar Weiler, Joachim W. Kadereit, Andreas Bresinsky, Christian Körner: Lehrbuch der Botanik für Hochschulen. Begründet von Eduard Strasburger. 35. Auflage. Spektrum Akademischer Verlag, Heidelberg 2002, ISBN 3-8274-1010-X.